# Rio Turvo (Rio Grande do Sul)
Pour les articles homonymes, voir Rio Turvo.
 (novembre 2013).
 (novembre 2013).
Si vous disposez d'ouvrages ou d'articles de référence ou si vous connaissez des sites web de qualité traitant du thème abordé ici, merci de compléter l'article en donnant les références utiles à sa vérifiabilité et en les liant à la section « Notes et références ».
Le rio Turvo est un cours d'eau brésilien de l'État du Rio Grande do Sul.